# Hochbrückenstraße
Die Hochbrückenstraße in München liegt in der Altstadt und verläuft vom Tal in nordöstlicher Richtung zur Hildegardstraße.

## Geschichte
Die Hochbrückenstraße wird nach der früher in der Mitte des Tals befindlichen, etwas erhabenen Hochbrücke genannt, die ursprünglich „Horbrücke“ hieß, eine Bezeichnung, die entweder von der am Rathausturm angebrachten Uhr (altdeutsch „hor“) oder vom althochdeutschen hor mit der Bedeutung „Schmutz“ stammt. Im 14. Jahrhundert wurden die in der Ledererstraße angesiedelten „Lederer“ (Gerber), ihres übel riechenden Gewerbes wegen, vor die Tore der Stadt verwiesen, wo Kaiser Ludwig der Bayer für sie die Straße anlegen ließ. In der nahen „Einschütt“, welche ihren Namen davon hatte, war es erlaubt, allen Unrat in den durchfließenden Einschüttbach zu werfen. Der Einschüttbach war einer der beiden Arme des Katzenbachs, der hinter der Hochbrücke durch die Hochbrückenstraße floss und sich in zwei Arme, den Einschüttbach und den Germ-, Gern- oder Wührbach teilte (siehe Innere Stadtbäche). Südlich und nördlich der Brücke führten kleine Stege über das Wasser, welches aufwärts und abwärts mit Brettern eingedeckt war, womit man Gehwege in die nächsten Gässchen herstellte, so den angrenzenden Radlsteg. Von dem nahen Bäcker-Bruderhaus entlehnte die kurze Küchelbäckerstraße, die parallel zum Radlsteg verläuft, ihre Bezeichnung. In der Schlacht bei Mühldorf/Ampfing gegen Friedrich dem Schönen im Jahr 1322 retteten die tapferen Münchener Pfister (Bäcker) den hart bedrängten König Ludwig den Bayern. Es folgte 1872 eine Eindeckung und Pflasterung der Einschütt, auch  der Katzenbach wurde tiefer gelegt, überwölbt, die Hochbrücke abgebrochen und die Straße geebnet. In der Hochbrückenstraße sind die „Einschütt“, im weiteren Sinne der Leoniweiher, kleine Teile der Herrnstraße und der Hildegardstraße aufgegangen. Im Tal steht an der Ecke zur Hochbrückenstraße der Merkurbrunnen von Friedrich von Thiersch.

## Lage
Die Hochbrückenstraße verläuft vom Tal in nordöstlicher Richtung zur Hildegardstraße. Die Ledererstraße und die Bräuhausstraße stechen von Westen, die Neuturmstraße von Norden, die Dürnbräugasse von Süden, die Marienstraße und die Herrnstraße von Südosten hinzu.

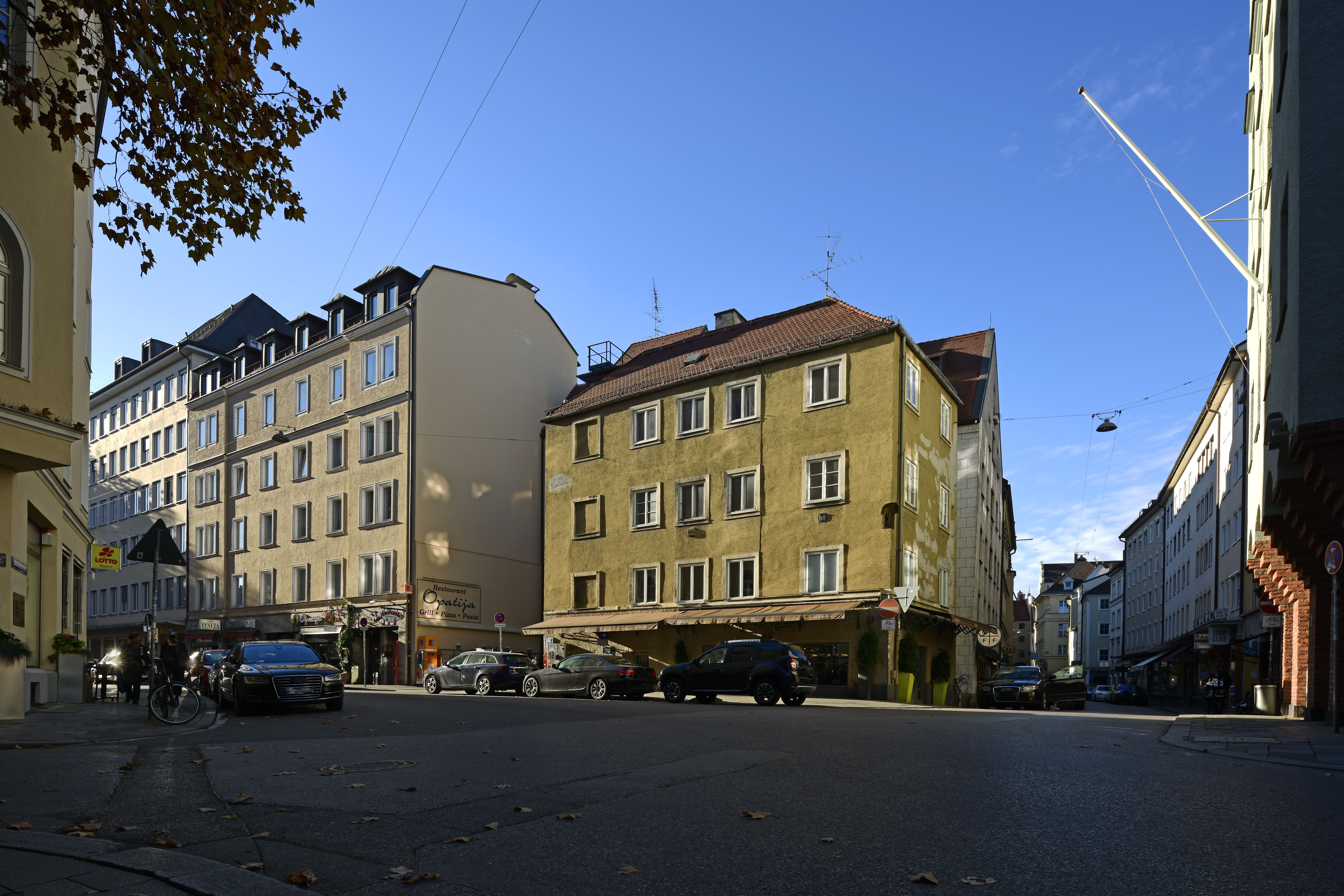
Kreuzung Ledererstraße und Hochbrückenstraße.
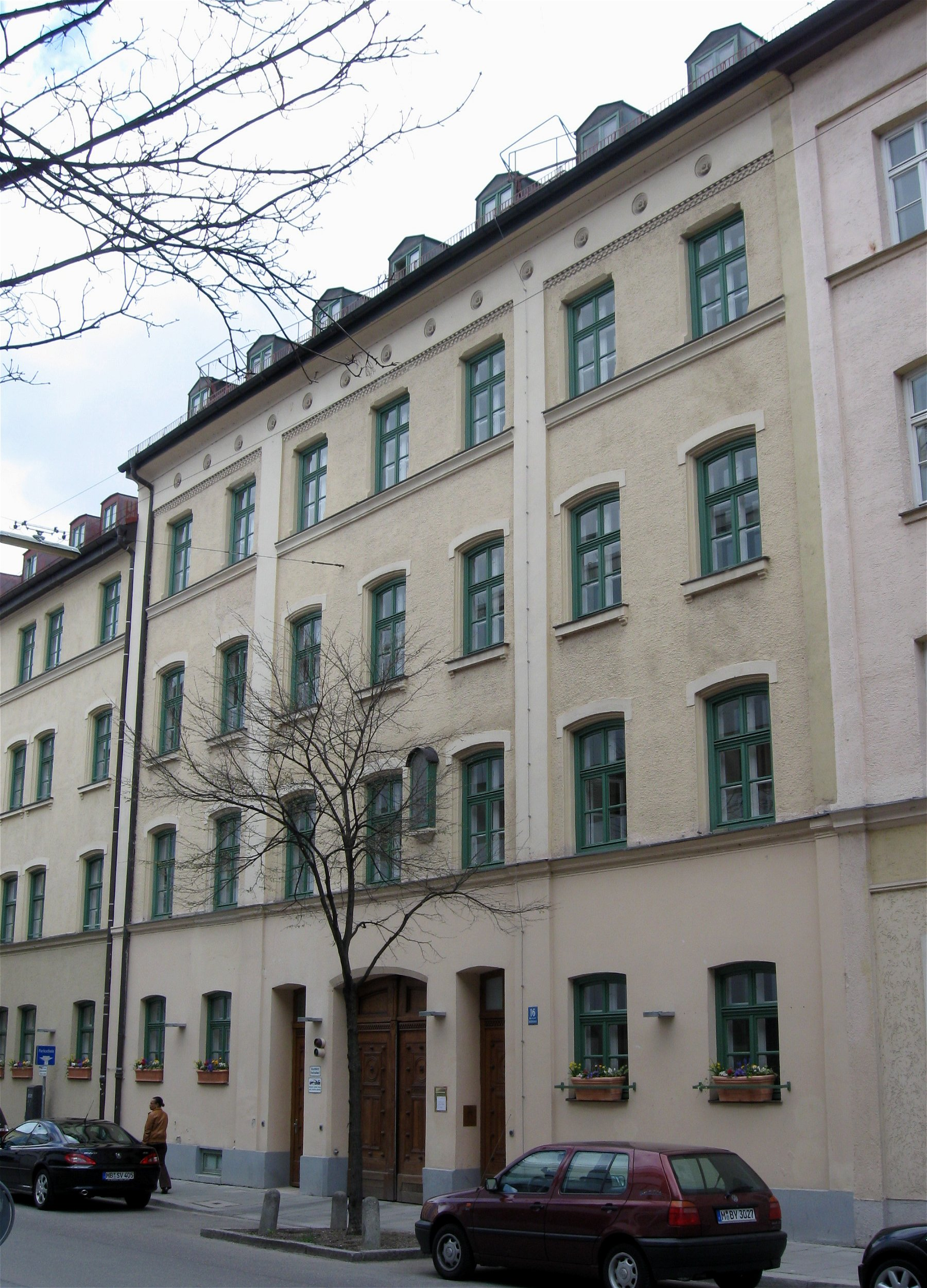
Hochbrückenstr. 16, Mietshaus im schlichte Maximilianstil, um 1860
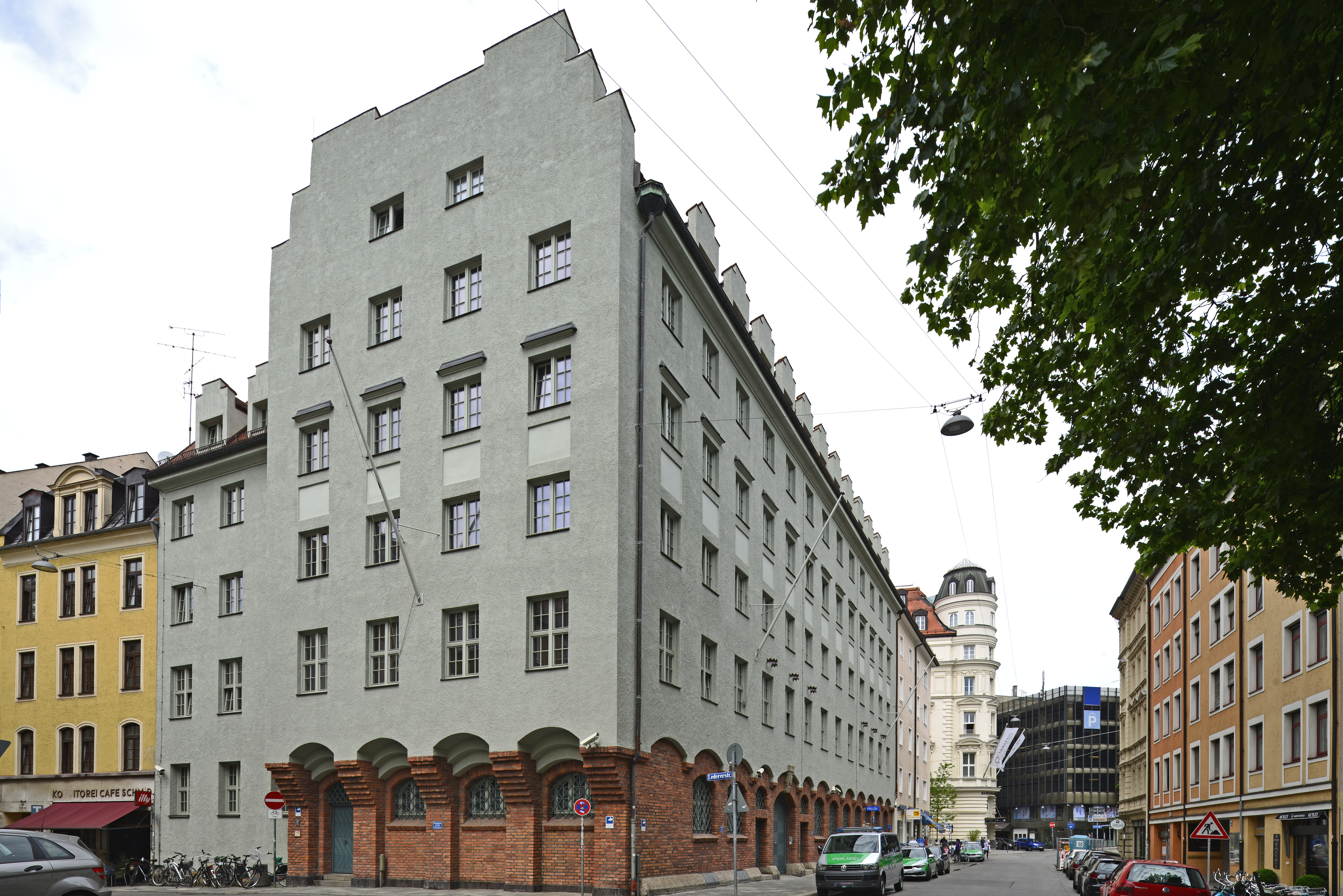
Kreuzung Hochbrückenstraße mit der Ledererstraße; links in der Hochbrückenstraße 7, Polizeiinspektion München 11 (Altstadt) (zuvor: Polizeiamt Nord) (1923–1925 von Rudolf Pfister)
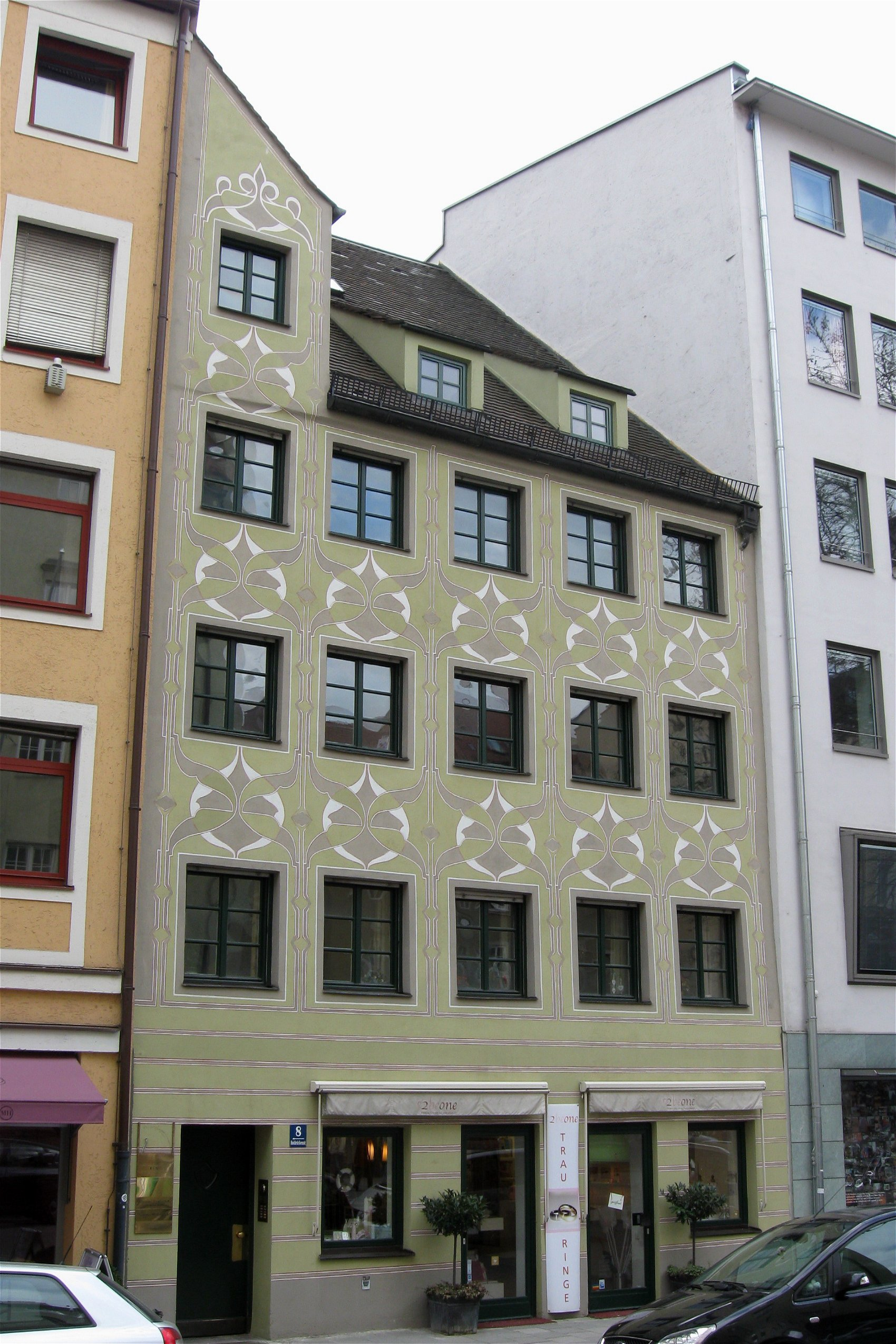
Hochbrückenstraße 8; Moradellihaus, Bürgerhaus aus dem 17. Jahrhundert, nach Zerstörungen des Zweiten Weltkriegs von Erwin Schleich rekonstruiert
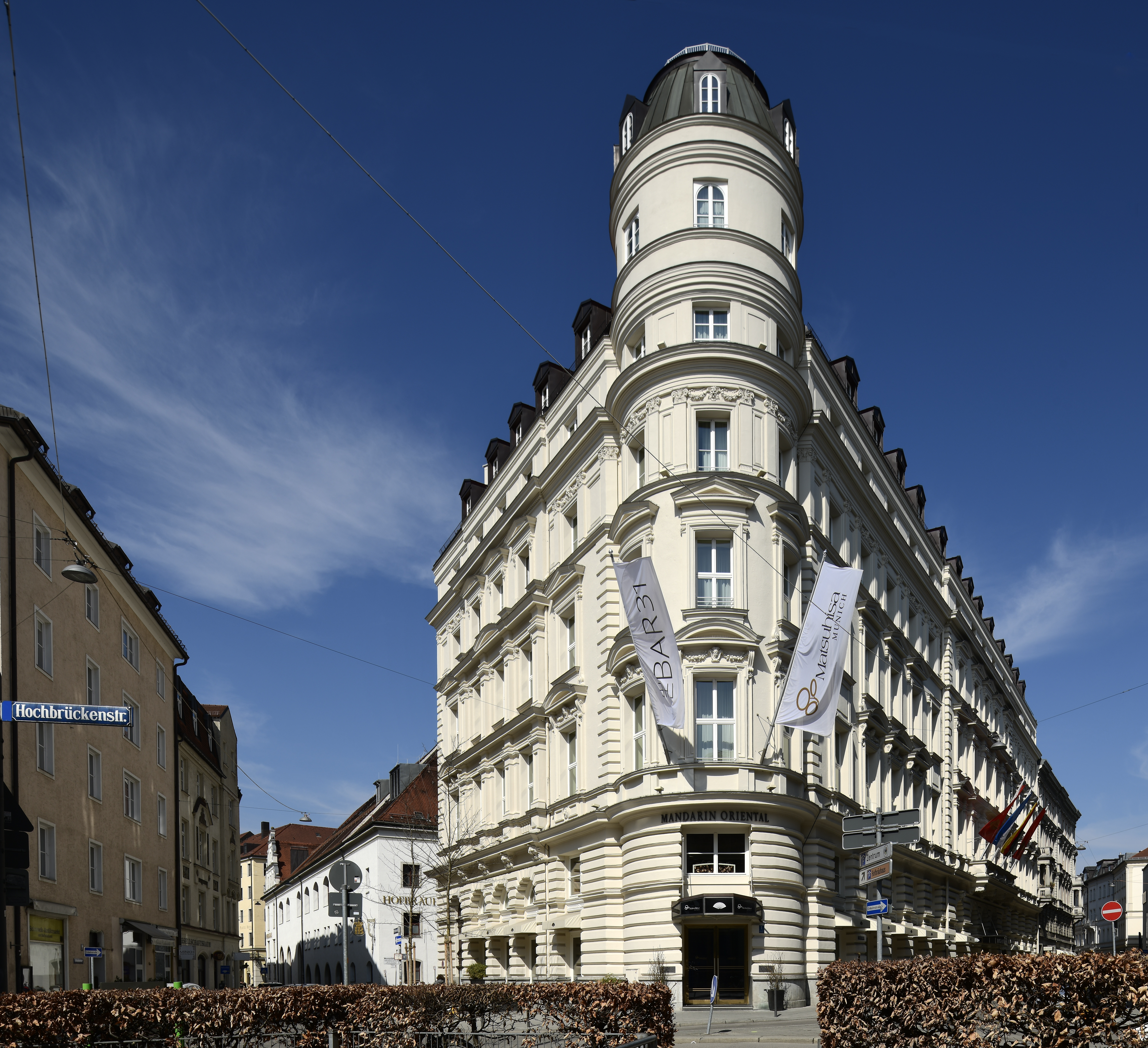
Neuturmstraße 1 an der Ecke Hochbrückenstraße. Neurenaissance-Eckbau, um 1875/80 von Johann Kilian Stützel; mit Rest der historischen Stadtmauer von 1285 bis 1337; heute: Hotel Mandarin Oriental
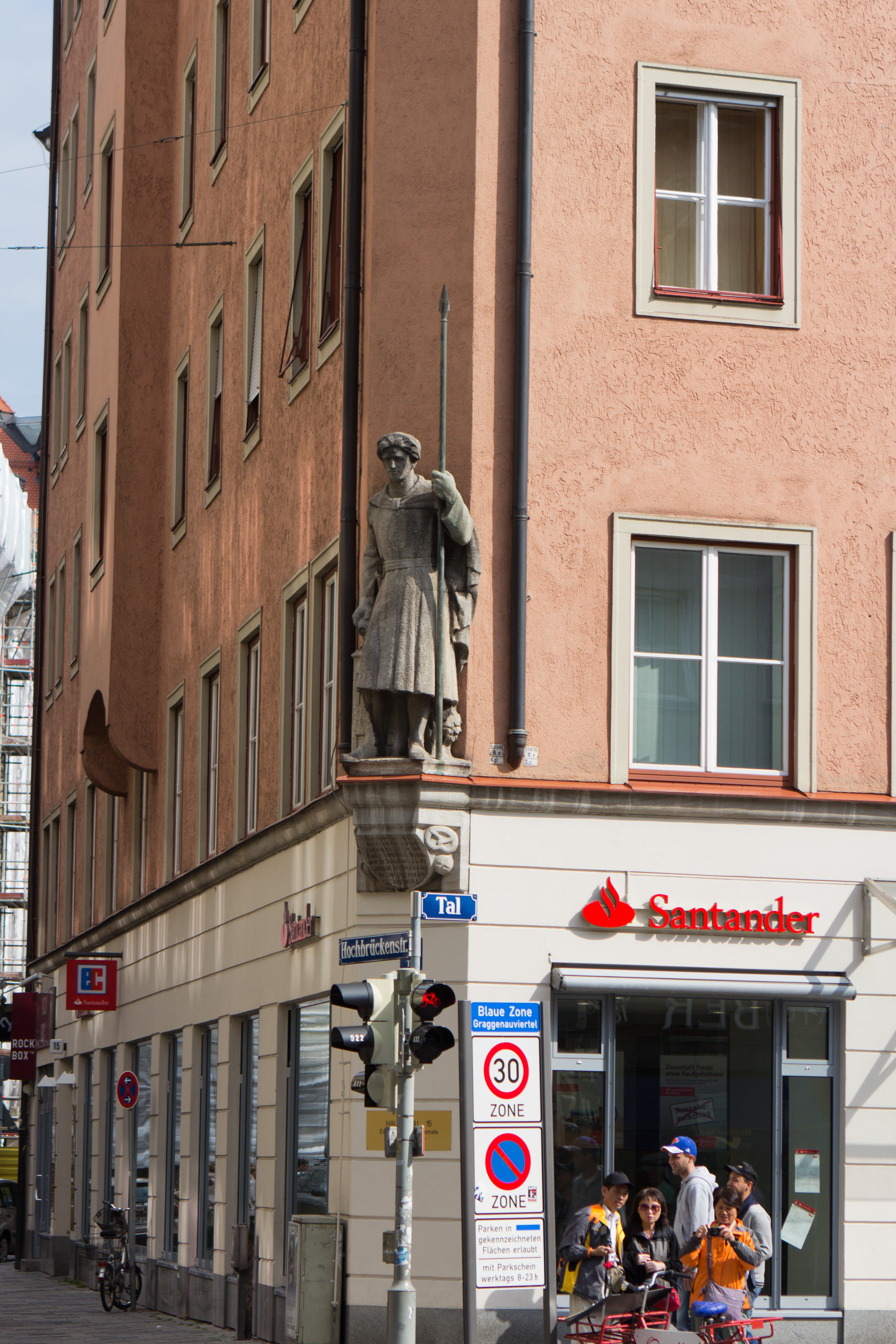
Steinbild Ludwig des Bayern am Gebäude Ecke Hochbrückenstraße/Tal, darunter Gedenktafel: „Hier neben stand das Haus welches Kaiser Ludwig der Bayer der Bäckerbruderschaft schenkte weil die Bäckerknechte in der Schlacht bei Ampfing am 28. Sept. 1322 ihm das Leben gerettet“
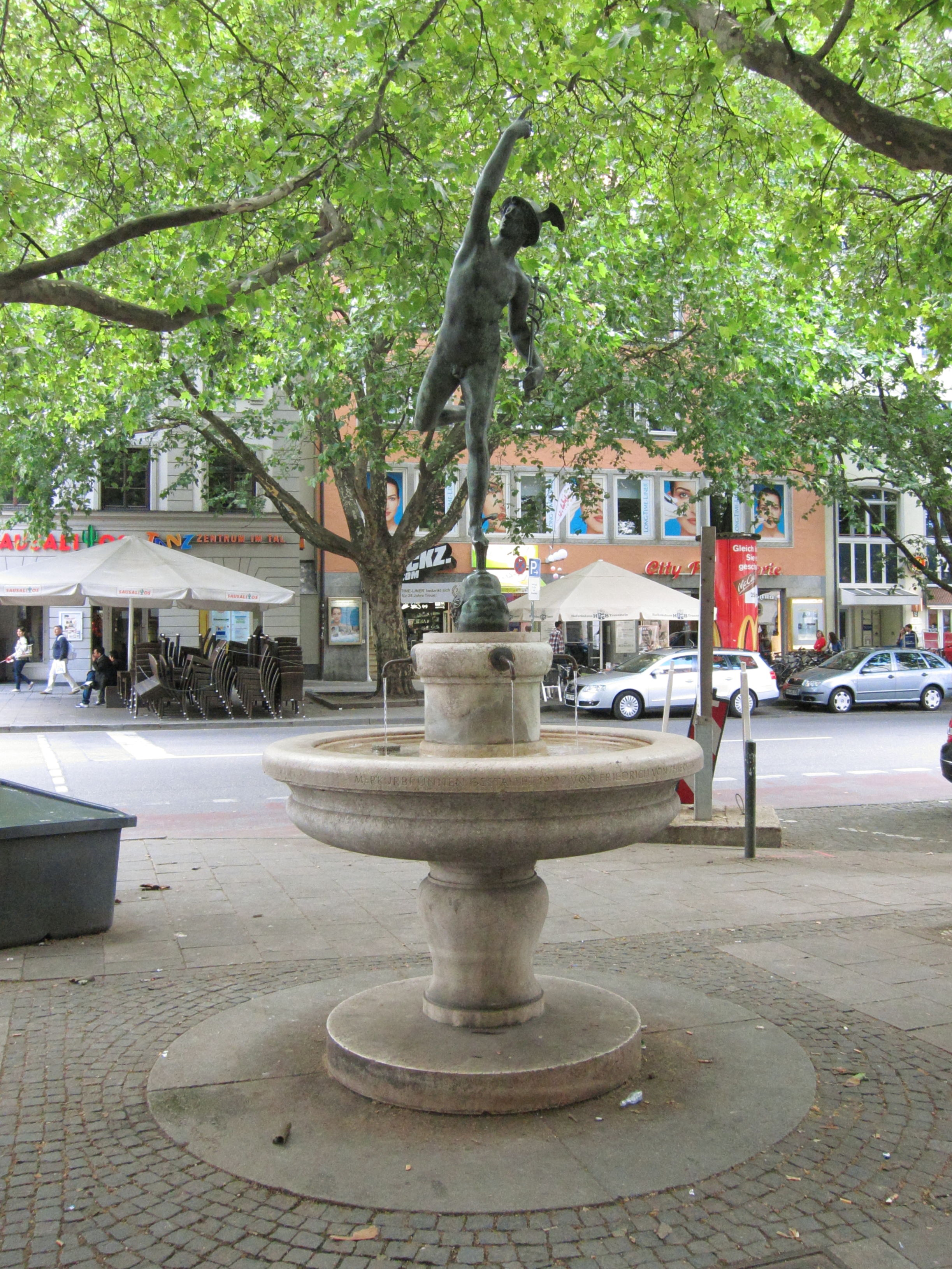
Merkurbrunnen an der Kreuzung Hochbrückenstraße/Tal
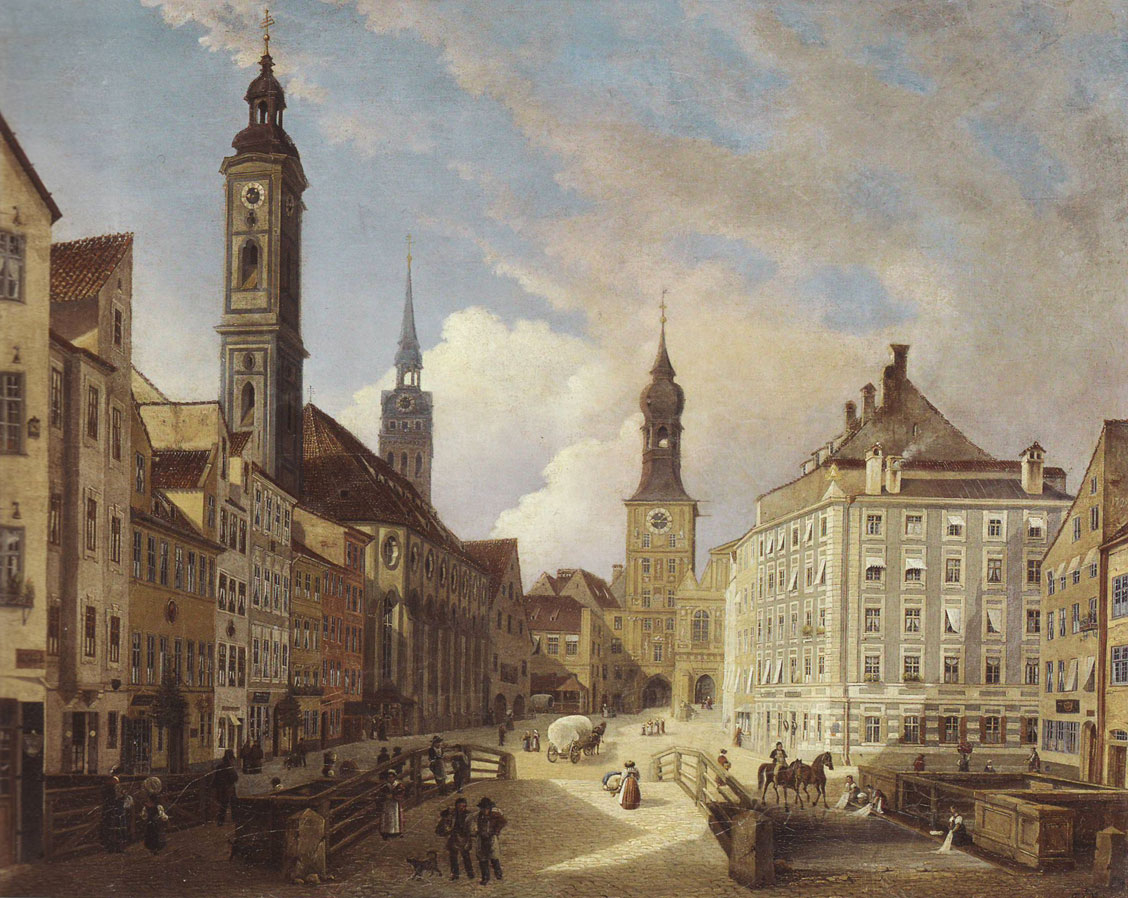
Tal mit der Hochbrücke, um 1835, Gemälde von Ferdinand Jodl